# Cronologia da pandemia de COVID-19 no desporto
Este artigo documenta a cronologia da pandemia de COVID-19 no desporto.

## Cronologia

### Janeiro de 2020
- 22 de janeiro: As eliminatórias femininas olímpicas de futebol mudam-se de Wuhan para Nanjing, antes de serem transferidas para Sydney devido ao surto do novo coronavírus.[1]
- 22 de janeiro: O Comitê Olímpico Internacional transfere as eliminatórias olímpicas de boxe que ocorreriam em Wuhan, na China, para Amã, na Jordânia, no dia 3 a 11 de março.[1][2]
- 27 de janeiro: O torneio olímpico de qualificação feminino, que seria realizado em Foshan, na China, no dia 6 a 9 de fevereiro, é transferido para Belgrado, Sérvia, pelo órgão mundial, a Federação Internacional de Basquetebol.[1][2]
- 29 de janeiro: Os campeonatos mundiais de atletismo indoor, que seriam realizados em Nanjing, China, no dia 13 a 15 de março, são adiado para março de 2021 devido ao surto do novo coronavírus.[1][3]
- 30 de janeiro: A Associação Chinesa de Futebol afirma que as partidas domésticas em todos os níveis serão adiadas.[1][2]

### Fevereiro de 2020
- 4 de fevereiro: As partidas da Liga dos Campeões da Ásia envolvendo os clubes de futebol chineses Guangzhou Evergrande, Shanghai Shenhua e Shanghai SIPG serão adiadas para abril.[1][2]
- 11 de fevereiro: A Confederação Asiática de Futebol anuncia que as partidas preliminares da Zona Leste da Copa da AFC foram adiadas para abril, devido a restrições de viagens em vários países.[1]
- 12 de fevereiro: O Grande Prêmio da China de Fórmula 1, realizado em Xangai no dia 19 de abril, é adiado.[1][2]
- 21 de fevereiro: A Maratona de Tóquio decide manter apenas os corredores de elite na prova e proíbe a participação de amadores no dia 1 de março.[2]
- 23 de fevereiro: Três partidas do campeonato italiano de futebol da Série A são suspensas devido à disseminação do novo coronavírus no país europeu.[1][3]
- 24 de fevereiro: O governo italiano declara que todos os eventos esportivos deveriam ser realizados a portas fechadas em meio à disseminação do novo coronavírus.[3]
- 24 de fevereiro: O início da temporada da K-League, primeira divisão de futebol da Coreia do Sul, é adiado.[1][2]
- 25 de fevereiro: A J-League do Japão adia todas as partidas domésticas até a segunda semana de março.[1][2]
- 25 de fevereiro: Cinco partidas da próxima rodada da Série A de futebol italiano serão disputadas com as portas fechadas.[1]

### Março de 2020
- 1 de março: O Grande Prêmio da China, realizado no dia 19 de abril, é adiado pelo órgão dirigente do esporte, FIA, e pela Fórmula 1.[4]
- 1 de março: A liga profissional de futebol da Coreia do Sul adia o início da nova temporada.[4]
- 3 de março: A Federação Internacional de Judô anuncia o cancelamento do Grande Prêmio de Rabat, no Marrocos, que aconcecria de 6 a 8 de março.[1][2]
- 4 de março: O governo italiano anuncia que todos os eventos esportivos aconteceriam a portas fechadas até 2 de abril.[3]
- 5 de março: A Itália ordena que todos os principais eventos esportivos serão disputados a portas fechadas por um mês para conter o surto do novo coronavírus.[4]
- 6 de março: Os espectadores são banidos de um torneio de basquetebol da Divisão III, realizado no campus da Universidade Johns Hopkins.[3]
- 6 de março: A partida do Paris Saint-Germain na 82ª edição do Campeonato Francês de Futebol, programada no dia seguinte, é adiada.[5]
- 7 de março: A Federação Intenacional de Hóquei no Gelo cancela o Campeonato de Hóquei no Gelo de 2020, que será realizado na Nova Escócia no próximo mês.[4]
- 9 de março: A UEFA anuncia que um jogo da Liga dos Campeões entre o PSG e o Borussia Dortmund seria realizado sem as torcidas por causa do novo coronavírus.[3]
- 9 de março: O primeiro-ministro da Itália, Giuseppe Conte, anuncia que a liga de futebol da Série A do país será suspensa por causa do novo coronavírus.[4]
- 10 de março: O ministro da Saúde da Alemanha, Jens Spahn, recomenda anteriormente que os eventos com mais de 1.000 pessoas serão cancelados.[4]
- 13 de março: A Maratona de Boston, agendada para o dia 20 de abril, é adiada para o dia 14 de setembro. É pela primeira vez em 124 anos.[6]
- 17 de março: O torneio de tênis do Aberto da França, programado para ser disputado de 24 de maio a 7 de junho, é adiado para 20 de setembro a 4 de outubro.[7]

### Abril de 2020
- 1 de abril: O torneio de tênis de Wimbledon é cancelado pela primeira vez desde a Segunda Guerra Mundial.[8]
- 15 de abril: A chanceler da Alemanha, Angela Merkel, anuncia que os principais eventos esportivos no país são proibidos até 31 de agosto.[8]
- 21 de abril: A liga de handebol da Alemanha cancela o resto da temporada devido à pandemia.[8]
- 23 de abril: A Confederação europeia de futebol anuncia que o Campeonato da Europa de Futebol é adiado para 2021 devido à pandemia do novo coronavírus.[8]
- 24 de abril: A liga de futebol dos Países Baixos torna-se a primeira na Europa a cancelar o restante da temporada devido à pandemia.[8]
- 28 de abril: O governo da França anuncia que o restante das temporadas de futebol e rugby não será concluído devido à pandemia do novo coronavírus.[8]
- 28 de abril: O presidente do comitê organizador olímpico, Yoshiro Mori, diz que os Jogos Olímpicos de Verão de Tóquio serão cancelada em 2021 se a pandemia continuar.[8]
- 30 de abril: O governo da Alemanha adia a decisão sobre a retomada da Liga Federal de Futebol.[8]

### Maio de 2020
- 2 de maio: O torneio do tênis profissional, realizado na cidade de Höhr-Grenzhausen, é retomado na Alemanha.[9]
- 3 de maio: O ministro do Esporte da Alemanha, Horst Seehofer, apóia o plano de reiniciar a Bundesliga no mesmo mês.[9]
- 5 de maio: O ministro da Saúde da Alemanha, Jens Spahn, apóia o plano da Liga Alemã de Futebol (DFL) para reiniciar a Bundesliga.[9]
- 8 de maio: A temporada da liga principal de futebol da Coreia do Sul começa em um estádio de Jeonju.[9]
- 20 de maio: A Federação Alemã de Futebol afirma após um encontro com os clubes que o campeonato feminino de futebol do país vai recomeçar no dia 29 de maio após a paralisação do novo coronavírus.[10]
- 30 de maio: O governo do Reino Unido aprova o retorno de competições esportivas com portas fechadas a partir de 1 de junho.[1]

### Junho de 2020
- 1 de junho: Os clubes de futebol da Espanha retomam o treinamento completo quase três meses depois de ser interrompido por causa do novo coronavírus.[11]
- 5 de junho: O Chelsea é declarado vencedor do título da Super Liga Feminina de futebol da Inglaterra após cancelamento da temporada devido à pandemia do novo coronavírus.[1]
- 12 de junho: Os Grandes Prêmios do Japão, de Singapura e do Azerbaijão de Fórmula 1 são cancelados.[1]
- 24 de junho: A Maratona de Nova York, que seria no dia 1 de novembro, é o último grande evento esportivo a ser cancelado.[11]

### Julho de 2020
- 10 de julho: A Confederação Sul-Americana de Futebol (Conmebol) oficializa o retorno das duas principais competições de clubes do continente.[2]
- 24 de julho: Os Grandes Prêmios do Brasil, do Canadá, dos Estados Unidos e do México de Fórmula 1 são cancelados.[2]

### Agosto de 2020
- 12 de agosto: A Confederação Asiática de Futebol (AFC) adia as partidas das eliminatórias da Copa do Mundo, programadas para outubro e novembro até 2021.[12]

### Março de 2021
- 10 de março: O estado brasileiro de São Paulo anuncia a suspensão das partidas da Série A1 do Campeonato Paulista de Futebol devido ao avanço da pandemia do novo coronavírus.[13]

### Maio de 2021
- 20 de maio: A Colômbia deixa de ser sede da Copa América do mesmo ano devido aos protestos populares contra o governo do país.[14][15]
- 21 de maio: A Associação do Futebol Argentino suspende todos os jogos de futebol no país devido à pandemia de COVID-19.[16]
- 30 de maio: A Confederação Sul-Americana de Futebol (CONMEBOL) anuncia a suspensão da Copa América do mesmo ano, realizada na Argentina, com início marcado para 13 de junho, devido ao aumento de casos de COVID-19 no país.[17][18]